# ФАП 2832 БС/АВ 8x8
ФАП 2832 БС/АВ је домаћи војни теренски камион, заснован на моделима „Мерцедес-Бенц“ серије, који је производила Фабрика аутомобила Прибој током осамдесетих година двадесетог века у сарадњи са Војнотехничким институтом из Жаркова.

## Настанак и развој
Током 60-тих и 70-тих година 20. века услед развоја домаће наменске индустрије, а нарочито артиљеријског и ракетног наоружања долази до потребе за развојем поузданих теренских возила за потребе војске на којима би се транспорт ових система обављао поуздано. Године 1965. основана је радна група у оквиру Саобраћајне управе Савезног секретаријата за народну одбрану којој је било наложено да утврди потребе војске за одређеним типовима возила. Радна група је спровела свој рад у периоду од 1965. до 1966. године а као резултат њеног рада настала је Студија неборбених моторних и прикључних возила ЈНА која је усвојена на седници Главног војно-техничког савета. Студијом је констатовано да возни парк чини 129 различите марке возила и 320 типова и одређена је смерница за даљи развој, који је подразумевао пет основних класа: теренски аутомобил 0,75t 4X4, теренски аутомобил 1,5t 4X4, теренски аутомобил 3t 6X6, теренски аутомобил 6t 6X6 и теренски аутомобил 9t 8X8.
Током седамдесетих план развоја теретних аутомобила (камиона) је реализован у фабрикама ТАМ и ФАП, а временом се одустало од развоја теренског аутомобила. Окончањем развоја камиона 6t 6x6 (ФАП 2026 БС/АВ) прибојска фабрика аутомобила прелази на развој камиона носивости 9т, формуле погона 8x8. Међутим брзо се испоставило да ФАП није дорастао задатку и након израђеног програма реализације одустало се од даљег развоја. Даље потребе за овим тешким специфицним возилима решаване су увозом из иностранства минималних количина.
Јануара 1981. год. развој неборбених моторних возила се са самих фабрика и Саобраћајне управе ССНО преноси директно на ВТИ (Војно Технички институт). Како до тог времена није реализован пројекат камиона 8x8, који је предвиђен Студијом неборбених моторних и прикључних возила ЈНА из 1966.год. настављен је даљи развој овог возила. Након разматрања понуда фабрика ТАМ, Автомонтажа (Љубљана), МАГ (Београд) и ФАП-ФАМОС, јуна 1982. потписан је уговор о развоју са ФАП-ом. Прототипови војног камиона 8x8 су према уговору рађени у три варијанте: Основни (ФАП 2832 БС/АВ) за вучу тешких арт. оруђа, вучни са полуприколицом, носивости 45t и варијанта за уградњу ВБР Оркан. Марта 1985.год. ова возила су предата ТОЦ-у (Техничком опитном центру) на завршна испитивања. Током завршних испитивања успешно су отклоњени сви уочени недостаци, те је затим урађена и нулта серија. Касније је одлучено да се све варијанте усвоје у наоружање. Ипак до распада земље ово возило је произведено у минималним количинама. Једна од каснијих примена била је и уградња топ хаубице НОРА на шасију возила НОРА-Б и као логистичко возило система Оркан.

## Намена и варијанте
Основно возило ФАП 2832 БС/АВ 8x8 намењено је превозу артиљеријских и ракетних система као и вучи тих система на посебним приколицама. Ово превозно средство одликује се великом снагом и погодно је за кретање ван путева. Најпознатија употреба ФАП 2832 БС/АВ 8x8 јесте код вишецевног бацача ракета М-87 Оркан који је био монтиран на овом возилу. Приликом развоја и у току тестирања вишецевног бацача ракета М-87 Оркан возило је прешло 20-30 000 км и показало се изузетно поузданим у најразличитијим временским и теренским условима.

## Опис
Теренски аутомобил ФАП 2832 БС/АВ је намењен за превоз људства, транспорт оруђа и материјала укупне масе до 9 t, као и за вучу оруђа и прикључних средстава укупне масе до 11 t.
ФАП 2832 има дизел мотор MERCEDES OM 403, десетоцилиндрични, четворотактни, водом хлађени, уграђен уздужно испод кабине. Трансмисију овог возила чине: хидродинамичка спојница, осмостепени синхронизовани механички мењач, једностепени диференцијални разводних погона, који обезбеђује стални погон на све точкове, крути погонски мостови са гибњевима, допунским гуменим опругама и хидрауличким телескопским амортизерима. Кочни систем је пнеуматски са добош кочницама на свим точковима. Управљачки механизам је хидраулички са серво дејством. Рам је са два подужна и више попречних носача, а кабина трамбус. Возило има могућност блокаде сва три међуосна и сва четири осна диференцијала. Опремљено је системом за централну регулацију ваздуха у пнеуматицима.

## Технички подаци
- Основни технички подаци:[3]
- Сопствена маса    16000 kg
- Носивост    9000 kg
- Максимална тежина приколице    11000 kg
- Запремина мотора    15,95 l
- Максимална снага мотора    235 kW при 2200 min-1
- Максимални момент мотора    1030 Nm при 1500 min-1
- Дужина    9082 mm
- Ширина    2500 mm
- Висина    3145 mm
- Клиренс    380 mm
- Предњи прилазни угао    41°
- Задњи прилазни угао    45°
- Дубина воденог газа    1200 mm
- Уздужни нагиб    60 %
- Попречни нагиб    35 %
- Максимална брзина    80 km/h
- Аутономија кретања    600 km
- Пнеуматици    15,00-21

## Корисници
- Србија-10+
- Босна и Херцеговина 2
- Хрватска 4